# توت ويتيوري
توت ويتيوري (الاسم العلمي:Morus wittiorum) هو نوع من النباتات يتبع جنس التوت من الفصيلة التوتية.